# 希爾德雷斯 (內布拉斯加州)
希爾德雷斯（英語：Hildreth）是位於美國內布拉斯加州富蘭克林縣的村。

## 人口
根據2020年美國人口普查的數據，希爾德雷斯的面積為1.48平方千米，皆為陸地。當地共有人口377人，而人口密度為每平方千米255人。